# چونبوری (شهر)
چونبوری (به تایلندی: ชลบุรี) یک شهر در تایلند است که در استان واقع شده‌است.

## خصوصیات
چونبوری ۱۸۰٬۰۰۰ نفر جمعیت دارد و متر بالاتر از سطح دریا واقع شده‌است.